# 四川蔓茶藨子
四川蔓茶藨子（学名：Ribes ambiguum）为虎耳草科茶藨子属下的一个种。

## 扩展阅读
維基物種上的相關：四川蔓茶藨子